# Schizachyrium schweinfurthii
Schizachyrium schweinfurthii är en gräsart som först beskrevs av Eduard Hackel, och fick sitt nu gällande namn av Otto Stapf. Schizachyrium schweinfurthii ingår i släktet Schizachyrium och familjen gräs. Inga underarter finns listade i Catalogue of Life.